# Pristimantis ventrigranulosus
Pristimantis ventrigranulosus là một loài động vật lưỡng cư trong họ Strabomantidae, thuộc bộ Anura. Loài này được Maciel, Vaz-Silva, Oliveira, & Padial mô tả khoa học đầu tiên năm 2012.